# Wurmberg (montagne)
Pour les articles homonymes, voir Wurmberg.
Le Wurmberg est une montagne culminant à 971 mètres d'altitude située dans le Harz, dans l'arrondissement de Goslar, en Basse-Saxe en Allemagne. Il s'agit du deuxième plus haut sommet du massif après le Brocken, et du plus haut de Basse-Saxe.

## Toponymie
Le nom de Wormberch apparaît déjà au XIIIe siècle dans les manuels et les inventaires de biens du comté Regenstein-Blankenburg, en connexion avec l'exploitation du minerai de fer. Au XIXe siècle, la montagne était encore appelée Wormsberg ou Wormberg. L'origine du nom reste à ce jour inconnue.

## Géographie
La montagne est située aux abords directs du parc national du Harz, près de 3,3 km au nord de Braunlage (560 m) et près de 3 km au sud-ouest de Schierke, qui se trouve dans l'arrondissement de Harz dans le Land voisin de Saxe-Anhalt. Son sommet est situé près de 4,8 km au sud à vol d'oiseau du Brocken. Les deux montagnes sont séparées par la vallée de la rivière Kalte Bode, qui s'écoule dans le sens ouest-est entre 700 et 650 m d'altitude. La frontière entre les deux Länder passe au nord et à l'est de la montagne. La rivière Bremke prend sa source entre le Wurmberg et la montagne voisine Kleiner Winterberg (837 m).

## Histoire

### Sites historiques en pierres
Le sommet est recouvert d'anciens sites de pierres singuliers, lesquels furent longtemps interprétés comme les vestiges d'un supposé lieu de culte pré-chrétien vieux d'un millénaire.
Un long escalier droit composé de pierres non taillées débute près de 90 mètres au-dessus du domaine pierreux, sur le versant est de la montagne, et mène jusqu'à la limite du plateau sommital où se trouve une terrasse composée également de pierres non taillées. Dans le langage populaire, cet escalier était appelé au XIXe siècle Heidentreppe (en allemand : « escalier païen »). Au XXe siècle, le nom de Hexentreppe (« escalier des sorcières ») s'imposa. 
Entre 1949 et 1956, Walter Nowothnig (1907–1971) entreprit plusieurs fouilles archéologiques sur le Wurmberg. Il soupçonnait que la pensée populaire, selon laquelle cet escalier fut réalisé seulement en 1825 par le forestier Daubert originaire de Braunlage, n'était plus valable. Ses travaux permirent de mettre au jour l'escalier en pierres, puis à la fin du chemin une enceinte de forme arrondie d'un diamètre de près de 10 mètres, qui entourait les restes d'une construction en pierres de forme carrée. De plus, au sud du chemin, les restes d'une petite construction ronde furent découverts. En 2006, une plus importante enceinte fut découverte à la limite ouest du plateau sommital. Nowothnig ne trouva pas d'indices permettant de dater les constructions, et elles continuèrent ainsi à être qualifiées de « lieu de culte préhistorique de date inconnue ».
Des spéculations non scientifiques aboutirent rapidement à considérer les constructions de pierres comme un lieu de culte celte. La construction carrée au sein de l'enceinte fut considérée comme temple, le chemin comme chemin de procession, les terrasses de cailloux comme théâtre de culte et les restes de la petite construction ronde reçurent le nom d'« autel des sorcières ».
De 1999 à 2000, sous la direction de Michael Geschwinde et Martin Oppermann, des fouilles archéologiques eurent de nouveau lieu au Wurmberg. Les résultats de ces recherches présentent un autre tableau. La formation carrée était en fait une fondation d'une cabane de pierres qui exista de 1820 à 1840, et qui fut bâtie par le garde forestier en chef Daubert. Les restes de cette cabane, ces tas de pierres tels qu'ils furent désignés par Pröhle, furent utilisés en 1890 pour la construction de la tour de mesures trigonométriques. La construction ronde fut alors bâtie lors de la construction de cette tour, en tant que pied-droit pour les montants obliques qui soutiennent la tour. En dessous de l'une des pierres de l'« escalier des sorcières », fut trouvé un bouton  anglais daté d'environ 1800, ce qui permit de conclure que cet escalier fut construit en fin de compte par Daubert. La grande enceinte est également sans doute un enclos construit par le même forestier. L'« autel des sorcières » rond put être identifié comme les restes de fondation  de l'ancien dispositif de signalisation de 1850. Seul l'autel de la construction en terrasses de pierres ne put être élucidé définitivement. L'équipe considère comme plausible la possibilité d'une formation géologique qui prit naissance de manière naturelle à la suite d'une forte érosion, laquelle fut ensuite aménagée par la main humaine.
Nowothnig semble avoir été ébloui par ses découvertes « fabuleuses », à tel point qu'il ne prit pas en compte dans son raisonnement ni la tour de mesure, qui s'était effondrée tout juste vingt ans avant les fouilles, ni le signal, duquel il avait pris connaissance à travers les récits de Pröhle. Le forestier Daubert et sa fille étaient connus pour leurs orgies dans la montagne, et les habitants superstitieux de Braunlage semblent avoir vu à travers cela des actes païens. Leurs récits aboutirent en quelques décennies à la légende du temple païen. Bien que l'on puisse exclure avec certitude que la montagne accueillit un lieu de culte païen préhistorique, le plateau montagneux fut protégé en 2003 comme zone archéologique du fait de ses traces uniques d'utilisation du Haut-Harz au début des temps nouveaux.

### Généralités[précisionnécessaire]
La première tour de mesure de triangulation fut construite au sommet vers 1850 afin de mesurer le Harz. Elle fut remplacée en 1890 par une tour en bois pour des mesures de trigonométrie, laquelle resta en place jusqu'en 1930.
Un tremplin de saut à ski fut construit en 1922, et à proximité immédiate une auberge dans les années 1950 (la Wurmberg-Alm).
La division de l'Allemagne après la Deuxième Guerre mondiale aboutit à ce que la frontière intérieure passa au nord et à l'est du Wurmberg. Une station d'écoute fut établie sur le plateau du sommet pendant la guerre froide : les services de renseignements américains construisirent en 1972 une tour de 81 mètres, la North Tower, afin d'accueillir les instruments d'écoute concernés. Cette station fut dynamitée le 22 août 1994, et ses restes furent évacués.
La télécabine Wurmbergseilbahn relie depuis 1963 Braunlage au sommet.
Une tour relai d'émission conçue à l'origine pour Braunlage, exista au sommet pendant la période de la guerre froide. Ce relai approvisionnait également des parties de la RDA avec la télévision occidentale, ce que ne pouvait pas faire l'antenne Torfhaus qui était cachée par le Brocken.
Depuis septembre 2007, un relais d'émission amateur de 70 cm existe au sommet. Il permet d'atteindre de vastes surfaces de Basse-Saxe, Thuringe et Saxe-Anhalt.

### Carrière de Wurmberg
La carrière du Wurmberg fut mise en service par Herrmann Bachstein en 1899 dans le cadre de la construction de la ligne de chemin de fer Südharz-Eisenbahn. La gare de fret de Wurmberg se trouvait depuis le 1er septembre 1899 au pied de la montagne, au niveau du chemin Brockenweg (jusqu'en 1958). C'est ici que les blocs de granite bruts et les pierres de taille furent chargés. L'usine de gravier, appelée Knacker, se trouvait depuis 1925 près de cette gare.
L'exploitation de la carrière prit fin en 1974. Il reste de nos jours une paroi rocheuse considérable dans la partie basse de la carrière. La partie haute de la carrière fut recouverte de mort-terrain, restes de la construction de la route de contournement de Braunlage. La carrière est située depuis 2006 au sein de la réserve naturelle du Wurmberg.

## Domaine skiable

### Wurmbergseilbahn
La télécabine Wurmbergseilbahn est une remontée mécanique équipée de cabines 6 places, qui relie Braunlage au sommet du Wurmberg sur son versant sud. Initialement, la remontée était constituée de deux tronçons et équipée de cabines 2 places. Le premier tronçon fut construit en 1963, depuis l'actuelle station intermédiaire jusqu'au sommet. La partie basse qui part de Braunlage fut construite seulement en 1967. Jusqu'à la construction de cette deuxième remontée, les passagers empruntaient un bus qui reliait Braunlage à la station de départ. 
Entre 1980 et 1982, de nouvelles cabines plus spacieuses furent installées afin d'augmenter le débit de l'installation (alors 600 personnes/heure).
L'actuelle télécabine fut construite en 2001 dans un contexte où la vieille remontée mécanique ne pouvait plus faire face à l'afflux croissant de passagers. Il s'agit d'une remontée d'un débit horaire de 970 personnes/heure, n'imposant plus de changer de cabine à la station intermédiaire (730 mètres). La remontée est longue de 2,8 km et, selon la vitesse d'exploitation, gravit 397,5 mètres en 12 à 15 minutes. Il s'agit de la plus longue remontée du nord de l'Allemagne. Elle est ouverte toute l'année et est utilisée notamment par des randonneurs et des skieurs.
Une petite station de sports d'hiver a été aménagée sur les pentes du Wurmberg. Deux pistes de 3,5 km et 4,5 km constituent les deux pistes principales du domaine skiable. Elles permettent un dénivelé total de près de 400 mètres. Elles sont desservies depuis la vallée par la télécabine en deux tronçons, qui constitue la remontée mécanique principale du domaine. Trois courts téléskis complètent l'infrastructure, et desservent depuis près de 40 ans plusieurs courtes pistes de près de 80 mètres de dénivelé. Au total, la station compte six pistes de ski. 
Une piste de ski de fond de 3,5 km part à 80 mètres à l'est et quelques mètres en dessous du sommet, et rejoint d'autres pistes. Le réseau de pistes de fond du Harz compte plus de 500 kilomètres.
Une piste de luge de 1,5 km de long a été aménagée, et part depuis la station intermédiaire de la télécabine.
Dix kilomètres de chemins de randonnée pédestre font également partie de l'offre sportive de la station.

### Wurmberg 2015
La station de ski a développé le concept Wurmberg 2015, qui prévoit des investissements à hauteur de 7,5 millions Euro pour le développer. Les travaux de défrichement ont été finis en grande partie le 29 septembre 2012, afin de permettre l'élargissement des pistes existantes et la création de deux nouvelles pistes. Elle doivent être utilisables dès décembre 2012.
Un réseau d'enneigeurs est prévu sur la partie du domaine située au-dessus de la station intermédiaire. Un lac de rétention de 5 000 m2 sera construit au sommet spécialement dans le but de fournir l'eau nécessaire à l'enneigement automatique. Un télésiège 4 places doit être construit en complément du téléski actuel Kaffeehorst afin de quasiment tripler le débit, mais également de permettre aux passagers de partir dans toutes les directions à l'arrivée au sommet. Une piste de 1,2 km de long doit être construite également dans ce secteur, et être éclairée afin d'y permettre la pratique du ski nocturne. Les pistes actuelles doivent être réaménagées, avec une connexion entre le versant sud-est et les versants nord et sud. La piste actuelle Snowboardhang doit être élargie et recevoir une piste de luge supplémentaire. Au nord-est du sommet, dans la zone située entre Groß- et Kleiner Winterberg, doit être construite une remontée mécanique en direction du village de Schierke (Saxe-Anhalt). Il pourrait s'agir d'une télécabine, desservant quatre nouvelles pistes. Une installation pour la pratique du snowtubing est prévue également, avec sa remontée propre. Finalement, la station de ski doit compter près de 30 km de pistes au total. Des places de parking supplémentaires et un développement de l'offre de restauration sont prévus. Des activités pour la période non hivernale doivent être aussi développées, telles qu'un ziprider.

### Tremplins
Un tremplin de saut à ski (la Wurmbergschanze) existe au sommet depuis 1922. À l'origine l'installation était de 40 mètres, puis elle fut agrandie à 80 mètres en 1984. En 2001/2002, elle fut complètement rénovée et agrandie à 90 mètres. Il s'agit du plus important tremplin du Harz. Sa piste d'élan est en métal (chauffable) et recouverte de verre-céramique, afin de garantir à tous les compétiteurs les mêmes conditions. Depuis 1996, et selon le niveau d'enneigement, des compétitions internationales y sont organisées.
On peut se rendre au sommet de la tour de prise d'élan, haute de 30 mètres, pour y admirer le paysage, et ce parfois selon les conditions, jusqu'à 100 km de distance. Lors de la guerre froide, des compétitions continuèrent d'y avoir lieu malgré la frontière intérieure située à seulement quelques mètres de là.
Les tremplins Brockenwegschanzen, situés près de Braunlage, complètent l'infrastructure. Il s'agit de deux tremplins d’apprentissage (K 7 et K 15), de deux tremplins plus importants (K 40 et K 58) - les quatre sont recouverts de matière synthétique - et de l'ancien tremplin Winterschanze (K 70) désormais en ruine. Des compétitions régionales et internationales y sont organisées.

## Réserve naturelle du Wurmberg
Jusqu'en octobre 2006, le Wurmberg était situé dans la réserve naturelle Oberharz. Depuis, seules deux parties de la montagne (versants ouest et sud-ouest) – d'une superficie totale de 183 ha – sont classées comme réserve naturelle du Wurmberg.